# Andrea C. Hoffmann
Andrea Claudia Hoffmann (* 1973 in Marburg) ist Buchautorin, Journalistin und Professorin für Investigativen Journalismus an der HAW Hamburg.

## Leben
Andrea C. Hoffmann studierte in Leipzig und Florenz Psychologie und Journalistik und promovierte an der Universität Leipzig in Medienwissenschaften. Sie volontierte bei der Frankfurter Rundschau und arbeitete frei für verschiedene deutsche und schweizerische Zeitungen und Zeitschriften, die Berliner Zeitung, Allegra und marieclaire. Von 2004 bis 2021 war Hoffmann Nahostexpertin im Politikressort des Nachrichtenmagazins Focus. Sie veröffentlichte zahlreiche Reportagen aus dem Iran, aus Afghanistan, Pakistan, dem Irak, der Türkei, dem Libanon, aus Syrien, Ägypten sowie afrikanischen und lateinamerikanischen Staaten.
Seit 2022 hat Hoffmann den ersten und bislang einzigen Lehrstuhl für Investigativen Journalismus in Deutschland inne. Sie lehrt als Professorin am Department für Information der HAW Hamburg. Außerdem verantwortet sie als Chefredakteurin das Dokumentationszentrum für investigative Reportagen AnsTageslicht.de.  Vor ihrer Berufung an die HAW Hamburg lehrte Hoffmann an verschiedenen deutschen und internationalen Hochschulen wie der Universität Mannheim, der Swiss-German-University in Jakarta und der Technische Universität Ilmenau.
Andrea C. Hoffmann hat in den USA, in Frankreich, Spanien, Italien, Nicaragua und im Iran gelebt; sie spricht fließend Englisch, Spanisch, Italienisch, Französisch, Dari-Persisch und Persisch.

## Bücher
In ihren Büchern geht es schwerpunktmäßig um die Schicksale von Frauen in muslimischen Ländern. 2018 erschien ihr Thriller „Der Sanaa-Code“. Ihr Buch „Ort ohne Wiederkehr“ stand auf der Spiegel-Bestsellerliste. Hoffmanns Titel wurden weltweit in 17 Sprachen veröffentlicht.

## Werke
- „Öffentlichkeit als Therapie“ (Kopäd, 1998; ISBN 3-929061-50-3; ISBN 978-3-929061-50-5)
- „Kopfkino: Wie Medien unsere Wünsche erfüllen“ (UVK, 2008; ISBN 3-86764-058-0; ISBN 978-3-86764-058-9)
- „Kriegs- und Krisenberichterstattung“ hrsg. mit Martin Löffelholz und Christian F. Trippe (UVK, 2008; ISBN 978-3-89669-570-3)
- „Der Iran – die verschleierte Hochkultur“ (Diederichs 2009, Randomhouse 2014, 2015; ISBN 3-424-35001-X; ISBN 978-3-424-35001-2)
- „Greif nach den Sternen, Schwester!“, mit Latifa Nabizada (Droemer, 2014; ISBN 3-426-65546-2; ISBN 978-3-426-65546-7)
- „Freiheit für Raif Badawi, die Liebe meines Lebens“, mit Ensaf Haider (Bastei Lübbe, 2015; ISBN 3-431-03943-X; ISBN 978-3-431-03943-6)
- „Das Mädchen, das den IS besiegte“, Faridas Geschichte, mit Farida Khalaf (Bastei Lübbe, 2016; ISBN 3-431-03945-6; ISBN 978-3-431-03945-0)
- „Die Hölle von innen: In den Fängen von Boko Haram“, mit Patience Ibrahim (dtv Verlagsgesellschaft, München 2016, ISBN 978-3-423-26139-5)

## Auszeichnungen
- „Für die Lokale Presse“ des Verbandes Hessischer Zeitungsverleger (2000)
- „Journalistinnen-Preis“ der Zeitschrift Emma (2002)
- Nachwuchspreis “Andere Worte – neue Töne”, Journalistenbund (2002); http://www.mediummagazin.de/magazin-plus/forderung-durch-andere-worte-neue-tone/